# اهنغران (مقاطعة فراهان)
اهنغران (بالفارسية: اهنگران) هي قرية تقع في مركزي في إيران. يقدر عدد سكانها بـ 328 نسمة بحسب إحصاء 2016.